# مسافت مرده

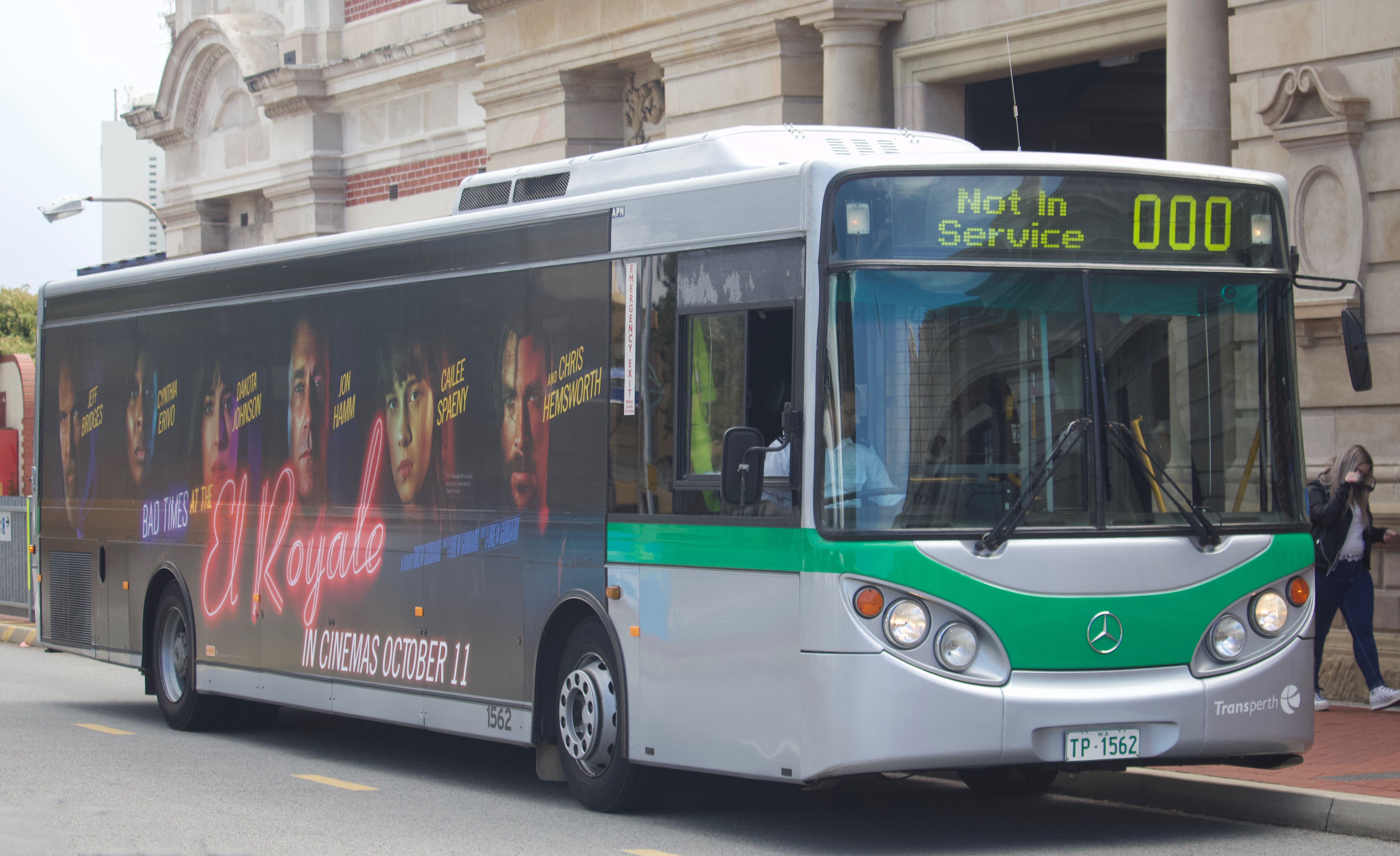
بر روی نمایش‌گر مقصد یک اتوبوس شهری پرت که شیفت کاریش را به پایان رسانیده، نوشته شده: توقف خدمت‌رسانی ۰۰۰. در نتیجه مسیری که این اتوبوس طی می‌کند تا به مقر اصلی اتوبوس‌ها بازگردد را به اصطلاح «مسافت مرده» گویند.

مسافت مرده یا ورود بی بلیط در ترابری عمومی و چارتر هوایی زمانی اتفاق می‌افتد که یک وسیله نقلیه عمومی که با انتقال مسافران تولید ثروت می‌کند، بی‌مسافر جابه‌جا شود. به‌طور مثال هنگامی که یک اتوبوس از مقر اصلی اتوبوس‌ها به راه می‌افتد تا به محل مسافرگیری خود برسد، مسافت طی شده را به اصطلاح «مسافت مرده» می‌گویند.
این مفهوم همچنین زمانی که به‌طور مثال یک راننده یک شرکت اتوبوس‌رانی، با داشتن کارت پرسنلی خود از اتوبوس همان شرکت بهره می‌گیرد تا به مقصد برسد و پولی بابت بلیط پرداخت نمی‌کند، نیز گفته می‌شود. خلبانی هم که مأموریت دارد به‌طور مثال از تهران به مشهد پرواز کند تا در مشهد پروازی را عهده‌دار شود، می‌تواند با نشان دادن کارت شناسایی خود، سوار هر هواپیمایی از همان خط هوایی شود که برایش کار می‌کند؛ بی آنکه هزینه بلیط را پرداخت کند. در این حالت گفته می‌شود خلبان دارد «مسافت مرده» طی می‌کند یا به اصطلاح سواری مجانی می‌گیرد؛ چراکه سفر وی برای آن خط هوایی سود مالی ندارد.

## سبب‌ها
مسافت مرده پدیده‌ای است که در خطوط اتوبوس‌رانی که مقر اصلی اتوبوس‌ها از ایستگاه مسافران دور است، به وفور اتفاق می‌افتد. نوبت‌کاری رانندگان نیز می‌تواند یکی دیگر از کاراهای این پدیده باشد؛ چراکه ممکن است تعویض نوبت کاری یک راننده در جایی صورت گیرد که از ایستگاه کاریش دورتر است و وی به به‌ناچار می‌بایست اتوبوس خالی را تا ایستگاه کاریش براند.

## اثرها و پیش‌گیری
مسافت مرده سبب هدررفت هزینه‌هایی برای گردانندگان بازرگانی مربوطه می‌شود که از جمله آن‌ها می‌توان به هزینه سوخت، هزینه پرداخت حقوق کارمندان و کرکنان و نیز، کاهش ساعت‌های کاری مفید کارکنان می‌شود.
برای مقابله با پدیده مسافت مرده، به‌طور مثال در یک شرکت اتوبوس‌رانی، ممکن است از راننده بخواهند نوبت کاری آغازین یا پایانی خود را از مقر اصلی اتوبوس‌ها به انجام برساند. همچنین با مسیربندی درست‌تر، به گونه‌ای که رفت‌وآمد اتوبوس‌ها تنها در مسیرهای ویژه مخصوص عبور اتوبوس‌های خالی صورت گیرد، می‌توان از مسافت مرده کاست.
مسافت مرده پدیده‌ای است که به ویژه برای شرکت‌های خصوصی یا خصوصی شده از اهمیت بالایی برخوردار است. به‌طور مثال شرکت اتوبوس‌رانی لندن که یک سامانه رقابتی برای دادن مسیرها به هر خط اتوبوس‌رانی دارد، مسافت مرده را نیز به نسبت قرارگیری مقرهای اصلی اتوبوس‌های خطوط اتوبوس‌رانی در نظر می‌گیرد. ممکن است در صورت هم‌پوشانی مسافت مرده یک با خط دیگر، اجازه عبور اتوبوس‌های خط دیگر به شرکت اجرا کننده آن داده نشود. راه‌کاری که شرکت‌ها برای مقابله یا کاهش مسافت مرده در نظر گرفته‌اند، به اشتراک گذاری مقرها و مسیرها با یکدیگر است.
خطوط هوایی نیز برای کاهش یا مقابله با هزینه‌های ایجاد شده توسط مسافت مرده، اقدام به اجاره صندلی‌ها در هواپیماها خود می‌کنند.